# Lijst van burgemeesters van Westkapelle (Nederland)
Dit is een lijst van burgemeesters van de voormalige Nederlandse gemeente Westkapelle in de provincie Zeeland.

## Voor 1800
Dankzij de in 1223 verkregen stadsrechten was Westkapelle een grafelijke stad. In 1453 moesten echter door geldnood bij graaf Filips de Goede, de steden Westkapelle, Vlissingen en Domburg verkocht worden. Hierdoor verloren zij hun posititie als grafelijke stad. 

Vanaf 1453 tot aan de Franse tijd was Westkapelle een hoge heerlijkheid en dus eigendom van een Heer. Omdat deze vaak meerdere heerlijkheden in bezit had kon deze niet het alledaags bestuur uitoefenen. Hierdoor bestond het bestuur van de smalstad Westkapelle uit een Collegie van Wette, bestaande uit Burgemeesters en Schepenen.
| Ambtsperiode | Naam burgemeesters                                                                                        | Bijzonderheden |
| ------------ | --- | --- |
| ? - 1486 - ? | Pier Cornelisz. Coele (Coole) en Hughe Adriaensz. Spaen                                                   | |
| ? - 1566 - ? | Maarten Pietersz. en Willeboord Franssen                                                                  | |
| 1660 - 1678  | Jan Doense, Jacob Johannes Ingelse, Louris Andriesse Wisse, Rogier Pieters Bogaert en Pieter Pauwels Leen | 1673:Westkapelle wordt bezitter van heerlijkheid Woitkensdorp.                                                       |
| 1678 - 1697  | Louris Andriesse Wisse en Jan Doense                                                                      | |
| 1697 - 1726  | Pieter Willemse Hollander en Cornelis Jan Leunisse                                                        | |
| 1726 - 1732  | Cornelis van Stelle, Willem Willebortse en Klaeijs van Damme                                              | |
| 1732 - 1733  | Pieter van Schaik en Cornelis Dommisse                                                                    | |
| 1733 - 1740  | Leendert Roelse en Cornelis Johannisse Minderhoud                                                         | |
| 1740 - 1750  | Pieter van Schaik en Leendert Cornelis Roelsen                                                            | |
| 1750 - 1764  | Jan Dingemanse en Pieter Louris Huijbregtse                                                               | |
| 1764 - 1771  | Pieter Lourens Huibregtse, Jan Dingemans en Jacob Pieterse Louws                                          | |
| 1771 - 1771  | Pieter Lourens Huibregtse, Jan Dingemans en Cornelis Leendert Roelse                                      | |
| 1771 - 1794  | Pieter Lourens Huibregtse, Jan Dingemans, Cornelis Leendert Roelse en I. Sanders                          | |
| 1794 - 1795  | W.L. Roelse en L.L. Chyvat                                                                                | 1795: Heer Veth van de Perre moet op last van het stadsbestuur Westkapelle verlaten. 1795: Aftreden volledig college |

## Tegenwoordige Tijd
Vanaf 1795/1796 werd, in teken van de Bataafse Revolutie het Collegie van Wette vervangen door een Collegie van Maire en Rechteren.
 
Door het afschaffen van het Ancien régime, door het instellen van de Bataafse Republiek in 1795, kwamen de heerlijke rechten te vervallen. Sommige rechten kwamen dankzij de restauratie onder koning Willem I echter weer terug. Vanaf 1848 had de heer echter al zijn recht op overheidsbestuur verloren dankzij de invoering van de Gemeentewet.
Na het ontstaan van het Verenigd Koninkrijk der Nederlanden, begon het stadsbestuur meer de modernere vorm te krijgen. In 1816 ontstond door samenvoeging van de in de Franse tijd ontstane gemeenten Westkapelle-Binnen en Westkapelle-Buiten en Sirpoppekerke, de gemeente Westkapelle.
| Ambtsperiode                       | Naam burgemeester                                      | Leven                                                      | Partij of stroming                            | Bijzonderheden | Afbeelding |
| ---------------------------------- | ------------------------------------------------------ | ---------------------------------------------------------- | --------------------------------------------- | --- | ---------- |
| ≤1811 - 1812                       | Janis Janisse Roelse                                   | geb. ca. 1760 overl. 18-4-1829                             |                                               | Als maire |            |
| 1 januari 1813 – 15 december 1817  | Pieter Jakobse Verhage                                 | geb. ca. 1-10-1760 overl. 13-4-1834                        |                                               | Tot mei 1814 maire, daarna schout. |            |
| 20 december 1817 – 1829            | Janis Janisse Roelse                                   | geb. ca. 1760 overl. 18-4-1829                             |                                               | Tot 27-8-1825 als schout Overleed als burgemeester. 2e periode als burgemeester                                                           |            |
| 24 september 1829 – 13 april 1834  | Pieter Jakobse Verhage                                 | geb. ca. 1-10-1760 overl. 13-4-1834                        |                                               | Overleed als burgemeester. 2e periode als burgemeester                                                                                    |            |
| 14 april 1834 – 2 augustus 1838    | Noach Willemse Verhulst                                | geb. ca. 1765 overl. 2-8-1838                              |                                               | Ad interim tot 1835. Overleed als burgemeester                                                                                            |            |
| februari 1839 – juli/augustus 1842 | Lambertus van Sighem                                   | geb. Westkapelle, ca. 1790 overl. Westkapelle, 1-6-1861    |                                               | Broer van W. van Sighem. |            |
| 1844 – 1853                        | Pieter Johan Bertel                                    | geb. Brigdamme, 26-5-1804 overl. Westkapelle, 24-7-1857    |                                               | Tevens arts. |            |
| april/mei 1853 – 1857              | Maurits Maximiliaan von Hoff                           | geb. Harderwijk, 4-12-1817 overl. Brummen, 10-7-1893       |                                               | |            |
| 1857 – 1858                        | Abraham Gillis Peper                                   | geb. Oost-Souburg, ca. 1806 overl. Aagtekerke, 16-6-1858   |                                               | Overleed als burgemeester. |            |
| 1858 – 1861                        | W. van Sighem                                          | geb. Westkapelle, 13-2-1795 overl. Westkapelle, 13-1-1875  |                                               | Waarnemend. Broer van Lambertus van Sighem. Tevens smid.                                                                                  |            |
| augustus 1861 – 1878               | Maurits Maximiliaan von Hoff                           | geb. Harderwijk, 4-12-1817 overl. Brummen, 10-7-1893       |                                               | Legde in 1875 de eerste steen van het Noorderhoofd. 2e periode als burgemeester                                                           |            |
| 1878 – 1889                        | Willem de Rapper                                       | geb. Hedel, 3-10-1831 overl. Westkapelle, 8-10-1902        |                                               | |            |
| 1889 – 1893                        | Jacob de Troije                                        | geb. Vrouwenpolder, 13-1-1842 overl. Koudekerke, 15-6-1910 |                                               | |            |
| 1893 – 1913                        | Arij Overduin                                          | geb. Retranchement, 21-5-1838 overl. Middelburg, 12-4-1915 |                                               | |            |
| december 1913 – 1921               | Jan Dionijs (Dio) Viruly                               | geb. Rotterdam, 24-2-1882 overl. 30-6-1965                 |                                               | Vader van vliegenier en schrijver Adriaan Viruly.                                                                                         |            |
| 1921 – 1923                        | mr. Rudolf Marie van Dusseldorp                        | geb. Vlaardingen, 11-11-1889 overl. Wassenaar, 7-2-1940    | CHU                                           | Overleed als burgemeester van Goes. Ridder in de Orde der Nederlandsche Leeuw.                                                            |            |
| 1923 – 1932                        | Mr. Wicher Jacob Woldringh van der Hoop                | geb. Groningen, 19-4-1891 overl. Oosterbeek, 13-10-1958    | CHU                                           | Werd na aftreden burgemeester van Katwijk.                                                                                                |            |
| mei 1932 – 1 januari 1941          | jhr. mr. Auguste François Charles (Guus) de Casembroot | geb. Middelburg, 17-12-1906 overl. Utrecht, 10-2-1965      | Liberale Staatspartij, christelijk-historisch | Bij aantreden jongste burgemeester van Nederland. Werd na aftreden lid van de Gedeputeerde Staten in Zeeland.                             |            |
| 1 januari 1941 – 4 maart 1942      | Willem Huibregtse                                      |                                                            |                                               | Waarnemend, was eerst wethouder. |            |
| 4 maart 1942 – december 1942       | M. Tuiten                                              | geb. 1882 overl. 1957                                      | NSB                                           | Werd na aftreden burgemeester van Kloetinge.                                                                                              |            |
| 29 januari 1943 – 5 september 1944 | P.I. van Aartsen                                       | geb. 1900 overl. 1945                                      | NSB                                           | Ontvluchtte Westkapelle omstreeks Dolle Dinsdag. Door verzetsstrijders geliquideerd in Slikkerveer.                                       |            |
| 15 januari 1946 – 1 februari 1948  | jhr. mr. Auguste François Charles (Guus) de Casembroot | geb. Middelburg, 17-12-1906 overl. Utrecht, 10-2-1965      | Liberale Staatspartij, christelijk-historisch | Trad af als burgemeester om Commissaris van de Koningin in Zeeland te worden. Bleef dit tot zijn dood in 1965 2e periode als burgemeester |            |
| 1949 – 1958                        | Meinard (Map) Tydeman                                  | geb. Breda, 26-2-1913 overl. Blaricum, 26-11-2008          | VVD                                           | Werd na aftreden burgemeester van Blaricum.                                                                                               |            |
| oktober 1959 – september 1966      | Theodoor Herman (Theo) de Meester                      | geb. Buitenzorg, 26-6-1926 overl. Middelburg, 2-12-2019    | VVD                                           | Werd na aftreden burgemeester van Markelo en later Zierikzee.                                                                             |            |
| februari 1967 – maart 1972         | Folkert Albert Bulder                                  | geb. Zwolle, 28-1-1927 overl. Domburg, 28-1-2014           | VVD                                           | Werd na aftreden burgemeester van Krimpen aan den IJssel.                                                                                 |            |
| september 1972 – april 1981        | Leendert Marinus Moermond                              | geb. Zierikzee, 29-3-1916 overl. Zierikzee, 3-12-2007      | VVD                                           | |            |
| augustus 1981 – 1 januari 1997     | Hendrik Andries (Henk) van Maldegem                    | geb. Vlissingen, 4-7-1939 overl. Westkapelle, 1-12-2020    | VVD                                           | |            |

Per 1 januari 1997 werd de gemeente Westkapelle opgeheven, en ging deze op in de gemeente Veere.